# Placówka Straży Celnej „Solarnia”

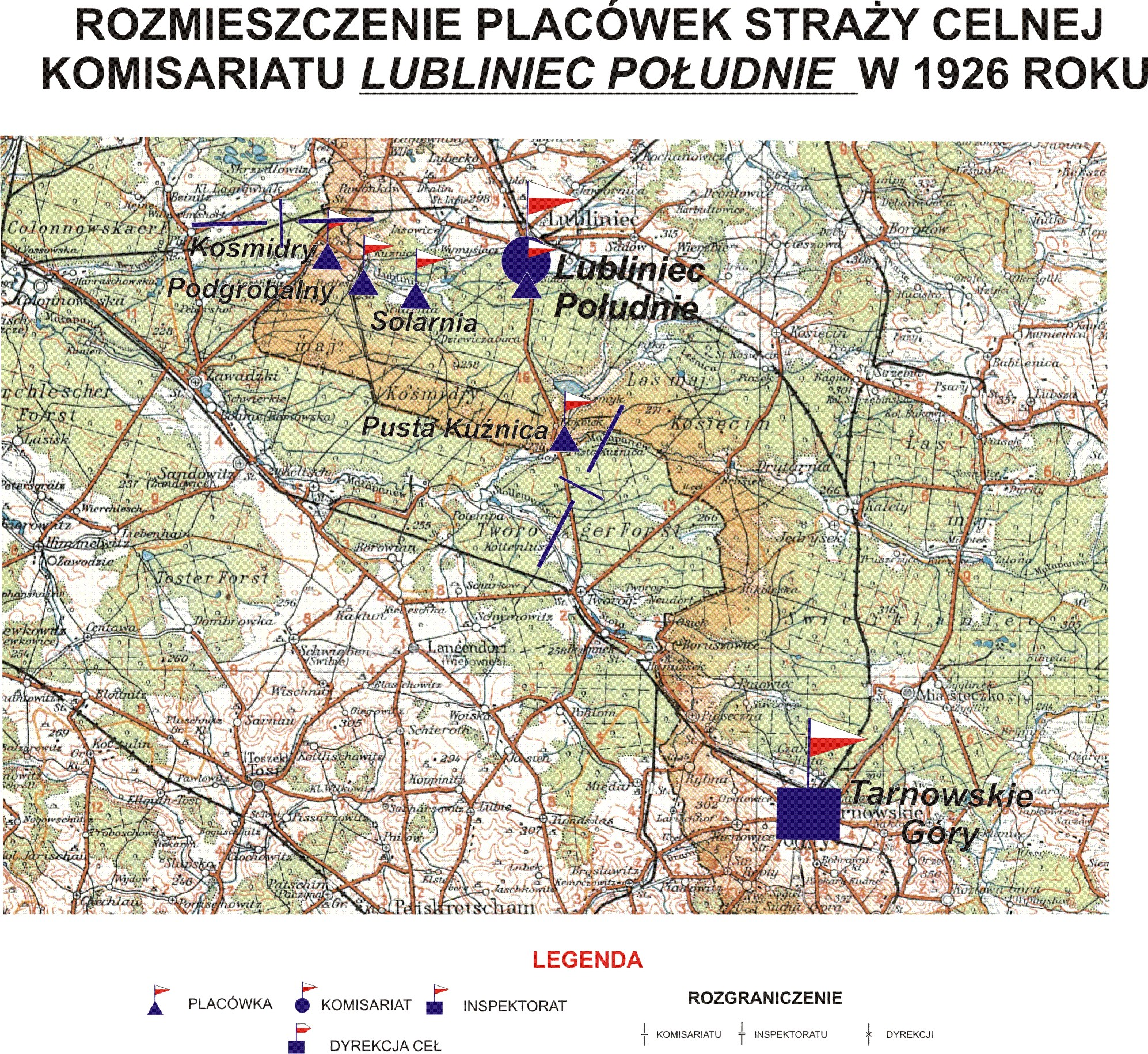
Rozmieszczenie placówek SC Komisariatu Lubliniec Południe

Placówka Straży Celnej „Solarnia” – jednostka organizacyjna Straży Celnej pełniąca w okresie międzywojennym służbę ochronną na granicy polsko-niemieckiej.

## Formowanie i zmiany organizacyjne
Na wniosek Ministerstwa Skarbu, uchwałą z 10 marca 1920 roku, powołano do życia Straż Celną. Od połowy 1921 roku jednostki Straży Celnej rozpoczęły przejmowanie odcinków granicy od pododdziałów Batalionów Celnych. Proces tworzenia Straży Celnej trwał do końca 1922 roku. Placówka Straży Celnej „Solarnia” weszła w podporządkowanie komisariatu Straży Celnej „Lubliniec Południe” z Inspektoratu SC „Tarnowskie Góry”.
W drugiej połowie 1927 roku przystąpiono do gruntownej reorganizacji Straży Celnej. W praktyce skutkowało to rozwiązaniem tej formacji granicznej. Ochronę północnej, zachodniej i południowej granicy państwa przejęła powołana z dniem 2 kwietnia 1928 roku Straż Graniczna.
Rozkazem nr 4 z 30 kwietnia 1928 roku w sprawie organizacji Śląskiego Inspektoratu Okręgowego dowódca Straży Granicznej gen. bryg. Stefan Pasławski określił strukturę organizacyjną komisariatu SG „Lubliniec”. Placówka Straży Granicznej I linii „Dziewcza Góra” znalazła się w jego strukturze, ale już Rozkazem nr 10 z 5 listopada 1929 roku w sprawie reorganizacji Śląskiego Inspektoratu Okręgowego komendant Straży Granicznej płk Jan Jur-Gorzechowski określił numer i nową strukturę komisariatu, a w miejscu placówki SG „Dziewcza Góra” występuje placówka Straży Granicznej I linii „Solarnia”.

## Funkcjonariusze placówki
Kierownicy placówki
| stopień          | imię i nazwisko, numer | okres pełnienia służby | kolejne stanowisko |
| ---------------- | ---------------------- | ---------------------- | ------------------ |
| starszy strażnik | Mikołaj Jamroży (356)  | był w 1926             |                    |

Obsada personalna placówki w 1926:
- starszy strażnik Mikołaj Jamroży (356)
- starszy strażnik Wincenty Pawełczyk (744)
- strażnik Antoni Kłaptocz (536)
- strażnik Marian Nowakowski (1279)
- strażnik Augustyn Opulski (1295)
- strażnik Leon Noji (813)
- strażnik Franciszek Hamerlak (377)
- strażnik Hieronim Janas (450)
- strażnik Władysław Kulka (392)
- strażnik Antoni Łagocki (588)
- strażnik Bernard Szałkowski (1294)
- strażnik Jan Waszyński (935)